# 红色旅游

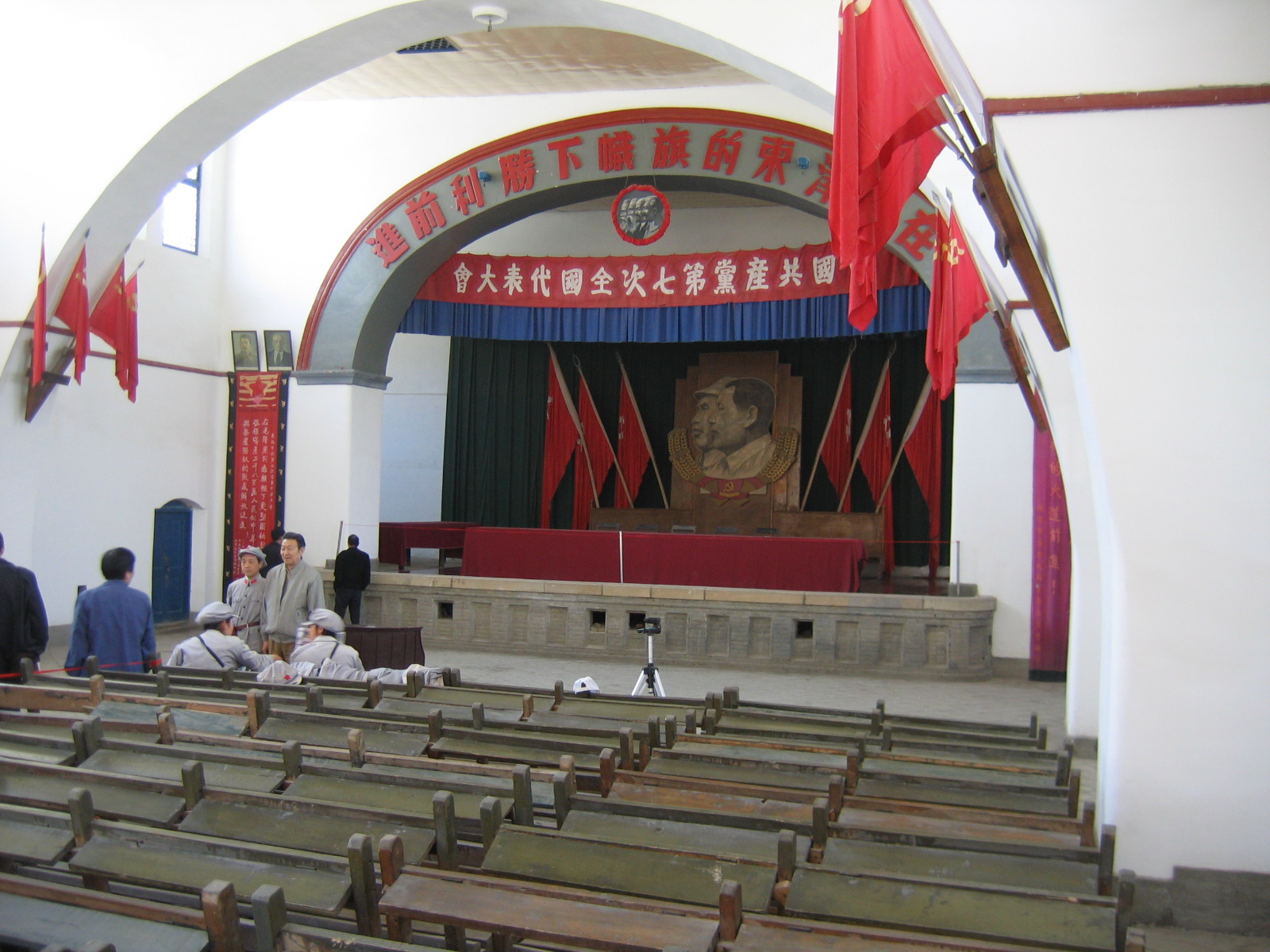
参观中国陕西延安杨家岭中央大礼堂的游客可租穿一套红军军装在礼台前摄影留念

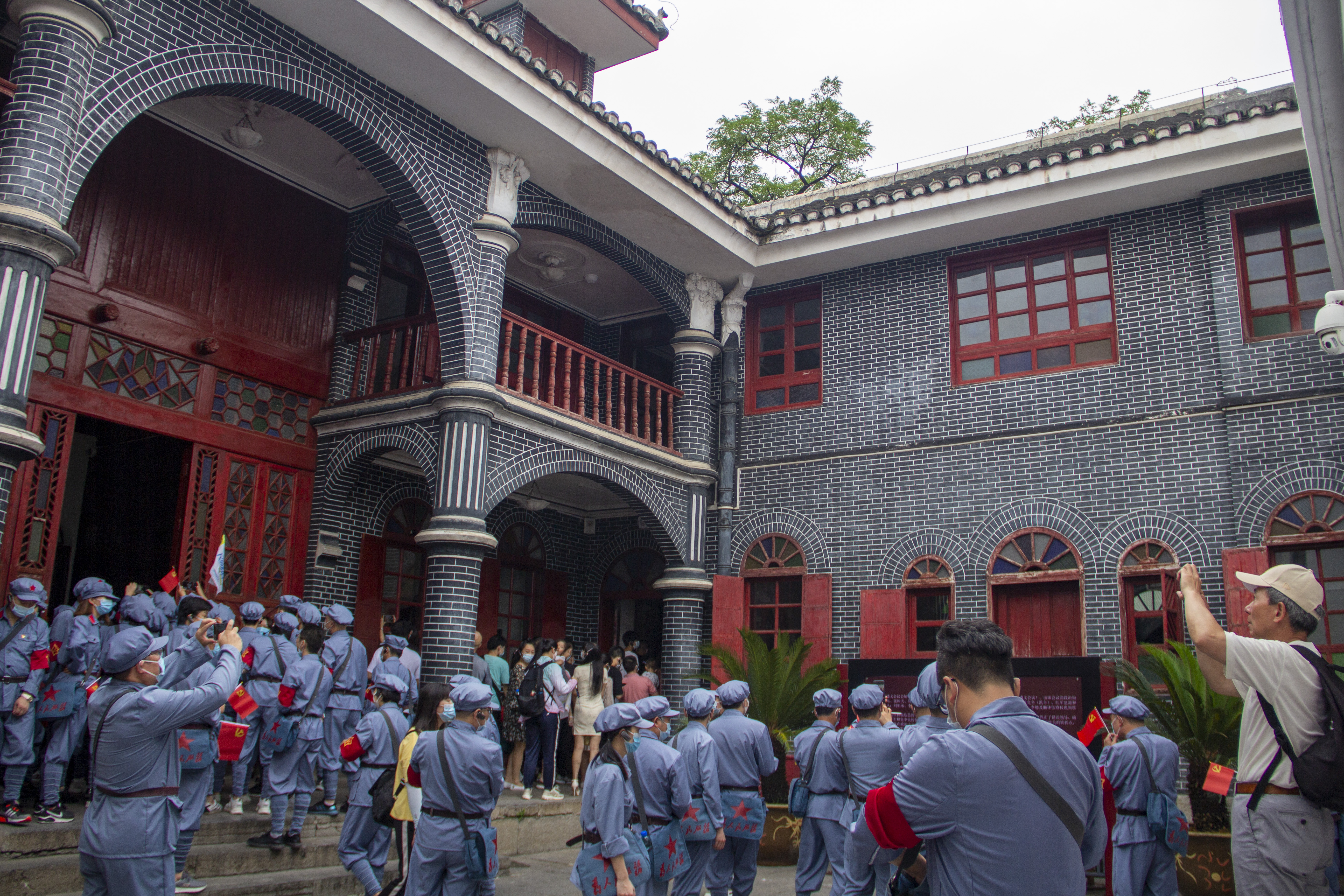
遵义会议会址身着红军服装的游客

红色旅游是在2004年年底时正式提出的、以中国共产党历史相关的纪念地为资源的旅游，这包括了各个革命圣地。中华人民共和国文化和旅游部设有全国红色旅游工作协调小组负责此方面的工作。
根据中华人民共和国国家发展和改革委员会印发的《2004—2010年全国红色旅游发展规划纲要》，中国共产党对红色旅游的定义为“以中国共产党领导人民在革命和战争时期建树丰功伟绩所形成的纪念地、标志物为载体，以其所承载的革命历史、革命事迹和革命精神为内涵，组织接待旅游者开展缅怀学习、参观游览的主题性旅游活动”。

## 目的
2005年12月，中共中央办公厅、国务院办公厅印发《2004—2010年全国红色旅游发展规划纲要》，正式把红色旅游进行规划实施。该文件为“红色旅游”给出定义，并宣告发展红色旅游之目的，包括：
1. 加强革命传统教育
2. 增强全国人民特别是青少年的爱国情感
3. 弘扬和培育民族精神
4. 带动革命老区经济社会协调发展

2016年，国家发改委网站消息，印发《全国红色旅游经典景区名录》，公布300处全国红色旅游经典景区，作为此后五年红色旅游的发展重点。发改委负责人表示，十二五末，全国红色旅游景区（点）接待游客10.27亿人次，占国内旅游人数的四分之一，红色旅游综合收达2611.74亿元。
2021年，为迎接中国共产党成立100周年，中共中央推出“建党百年红色旅游百条精品线路”。

## 备注
1. ↑  有些景点，可能与中国共产党无直接联系。如全国红色旅游经典景区中的，天津市大沽口炮台遗址博物馆，云南省与抗日战争相关的松山战役旧址。